# 블랙 차일드
블랙 차일드(Black Child) (1973년 10월 18일 ~ )는 미국의 랩가수, 배우이며, 현재 더 INC 레코드 소속이다. 한때 50 센트를 디스했으며, 자 룰에 곡 'Holla Holla'에 참여했다.